# Sara Isaksson (musiker)
Ej att förväxla med skådespelaren Sara Turpin, född Isaksson (född 1976).
Sara Cecilia Isaksson, född 19 februari 1971 i Borås, är en svensk musiker.
Hon skivdebuterade 1995 med albumet Red Eden som fick god respons av kritikerna. 1996 släpptes Walking Through and By som inte nådde upp till förväntningarna efter Red Eden. 
Isaksson ingick i ”supergruppen” Gloria och har arbetat med artister som Rebecka Törnqvist, Anders Widmark, The Perishers och Lars Winnerbäck. Hon har även medverkat på flera samlingsalbum som Den flygande holländaren 2 (1998) och Barn på nytt (2003), samt Jul i folkton (2005) och turnén med samma namn (2006).
Hon är utbildad sångpedagog vid Kungliga Musikhögskolan i Stockholm och har arbetat på RML (Rockmusikerlinjen).

## Diskografi

### Studioalbum
- 1995 – Red Eden
- 1996 – Walking Through and By

### Anders Widmark och Sara Isaksson
- 2002 – Anders Widmark featuring Sara Isaksson
- 2008 – Pool of Happiness

### Sara Isaksson &Rebecka Törnqvist
- 2006 – Fire in the Hole – Sara Isaksson & Rebecka Törnqvist Sing Steely Dan

### Privatliv
Sambo med artisten och låtskrivaren Peter Lindberg.